# Ziegfeld Follies of 1912
The Ziegfeld Follies of 1912 è un musical statunitense, che debuttò a Broadway il 12 ottobre 1912 al Moulin Rouge. L'ultima replica fu tenuta il 4 gennaio 1913. Parole di Harry B. Smith, musica di Raymond Hubbell.

## Il cast
La sera della prima, nel cast figurarono i seguenti artisti:
- Ida Adams
- Beatrice Allen
- Marie Baxter
- Evelyn Carlton
- Eleanore Christy
- Zaina Curzon
- Natalie Dagwell
- Dolly Sisters
- Grace DuBoise
- Leon Errol
- Bessie Fennell
- Charles Gilmore
- Dorothy Godfrey
- Bernard Granville
- Marion Hale
- Elise Hamilton
- Flo Hart
- Olga Hempstone
- Lola Hilton
- Madeline Howard
- Charles Judels
- Adele La Pierre
- William LeBrun
- Frances Leslie
- May Leslie
- Hazel Lewis
- Jessie Lewis
- Ruby Lewis
- Lillian Lorraine
- Harry Luck
- Vivian MacDonald
- Vera Maxwell
- Margaret Morris
- Catheryn Peters
- Murray Queen
- Josie Sadler
- Rae Samuels
- Clifford Saum
- Max Scheck
- John G Schrode
- Charles Scribner
- Katheryn Smyth
- Eleanor St. Claire
- Peter Swift
- Daisy Virginia
- Ella Warner
- Jane Warrington
- Harry Watson
- Bert Williams
- Fred Woodward

## Le canzoni

### Atto 1
- Hurry, Little Children
- Yodel Song
- You Might As Well Stay on Broadway
- Romantic Girl
- You Got to Keep a' Moving and Dance (You Gotta Keep A' Going)
- Stage Door Number
- Mother Doesn't Know
- Row, Row, Row (parole di William Jerome, musica di Jimmy Monaco) interpolata dal canto di Lillian Lorraine
- The Broadway Glide (musica di Bert Grant, parole di A. Seymour Brown)

### Atto 2
- Beautiful, Beautiful Girl (parole di John E. Hazzard
- The Boardwalk Parade
- In a Pretty Little White House of Our Own (musica di Leo Edwards, parole di Blanche Merrill)
- My Landlady (parole e musica di Bert Williams)
- (You're) On the Right Road
- Borrow from Me (parole e musica di Bert Williams)
- Good Old Circus Band